# Adrian Grant
Adrian Grant (* 6. Oktober 1980 in London) ist ein ehemaliger englischer Squashspieler.

## Karriere
Adrian Grant begann seine Karriere 1999 und gewann 21 Titel auf der PSA World Tour. Mit der englischen Nationalmannschaft gewann er zwischen 2004 und 2014 sieben Europameistertitel. Mit dieser nahm er außerdem an den Mannschaftsweltmeisterschaften 2009 und 2013 teil. 2013 wurde er nach einem Finalsieg gegen Ägypten Weltmeister. Bei den Commonwealth Games 2010 in Indien gewann Adrian Grant an der Seite von Nick Matthew die Goldmedaille im Doppel. Im August 2009 erreichte Adrian Grant in der Weltrangliste Platz neun seine beste Platzierung. Von März 2006 bis Mai 2013 stand er zudem ununterbrochen in den Top 20.
2016 beendete er seine Karriere. Er begann für einen Sportartikelhersteller zu arbeiten, sowie als Trainer der Collegemannschaft der UCLA.

## Erfolge
- Weltmeister mit der Mannschaft: 2013
- Europameister mit der Mannschaft: 7 Titel (2004, 2007–2010, 2013, 2014)
- Gewonnene PSA-Titel: 21
- Commonwealth Games: 1 × Gold (Doppel 2010)

## Persönliches
Im Dezember 2015 wurde er erstmals Vater.